# La Cau (la Vall d'en Bas)
La Cau és un gran casal al sud del poble de Sant Esteve d'en Bas (la Garrotxa), a mig camí entre els Hostalets i Sant Esteve d'en Bas, protegida com a bé cultural d'interès local.
És un edifici amb teulada a dues vessants. A la façana principal hi ha cinc grans arcs, tres dels quals conformen una galeria, i un arc que dona a la porta d'entrada, al segon pis hi ha una altra galeria amb nou arcades més petites. A la llinda s'hi llegeix "Esteve Calm 1764". Les finestres que envolten la casa són de pedra treballada. Al darrere una gran arcada forma una galeria que uneix la casa amb una capella que hi ha al costat. També hi ha una lliça i una masoveria.
Hi ha documents que daten la casa al segle xiv, però es pensa que podria ser més antiga. L'actual mas es va engrandir al segle xviii. El nom de "la Calm" era el dels seus antics propietaris, però amb el parlar de la comarca s'ha transformat en "la Cau".